# 15828 Sincheskul
15828 Sincheskul eller 1995 BS är en asteroid i huvudbältet som upptäcktes den 23 januari 1995 av den japanska astronomen Takao Kobayashi vid Ōizumi-observatoriet. Den är uppkallad efter astronomen Boris Fillipovich Sincheskul.
Asteroiden har en diameter på ungefär 3 kilometer och den tillhör asteroidgruppen Vesta.